# فيليب لي جواي
فيليب لي جواي (بالفرنسية: Philippe Le Guay)‏ (و. 1956 – م) هو مخرج سينمائي، وكاتب سيناريو، وممثل من فرنسا . ولد في باريس .

## روابط خارجية
- فيليب لي جواي على موقع IMDb (الإنجليزية)
- فيليب لي جواي على موقع روتن توميتوز (الإنجليزية)
- فيليب لي جواي على موقع قاعدة بيانات الأفلام العربية
- فيليب لي جواي على موقع ألو سيني (الفرنسية)
- فيليب لي جواي على موقع أول موفي (الإنجليزية)
- فيليب لي جواي على موقع قاعدة بيانات الأفلام السويدية (السويدية)
- فيليب لي جواي على موقع قاعدة بيانات الفيلم (الإنجليزية)
- فيليب لي جواي على موقع كينوبويسك (الروسية)